# (72615) 2001 FK21
(72615) 2001 FK21 – planetoida z pasa głównego asteroid okrążająca Słońce w ciągu 4,4 lat w średniej odległości 2,68 j.a. Odkryta 21 marca 2001 roku.